# Living in the Material World
Ne doit pas être confondu avec George Harrison: Living in the Material World.
Albums de George Harrison
The Concert for Bangladesh
(1971) Dark Horse
(1974)
Singles
Living in the Material World est le second album studio de George Harrison, réalisé après la séparation des Beatles (ses deux premiers albums ne comptent pas vraiment pour des albums solos puisque le premier Electronic Sound était un album expérimental et le suivant, Wonderwall Music une musique de film).
Trois ans après la sortie d'All Things Must Pass et après la post-production du Concert for Bangladesh (qui le laissa frustré et épuisé), Harrison livre un album plus sombre, ponctué de philosophies hindouistes et plus épuré sur le plan musical. Les parties de guitare sont parmi les plus belles que l'ex-Beatle ait enregistrées (The Lord Loves the One). Certaines chansons datent de l'époque de l'album All Things Must Pass (le titre Try Some, Buy Some que David Bowie a repris) et l'ensemble est cohérent et plaisant.
De 1971 à 1973 George Harrison fut une immense vedette internationale : ses chansons comme My Sweet Lord, What Is Life, Bangla Desh, Give Me Love (Give Me Peace on Earth) (mais aussi It Don't Come Easy et Photograph qu'il a écrit et produit avec Ringo Starr) furent de très grands succès. Living in the Material World est le dernier de ses albums à rencontrer le succès (jusqu'en 1987 où il renouera avec le succès avec l'album Cloud Nine).
La sortie de Living in the Material World coïncide avec la création par George Harrison de The Material World Charitable Fondation. En effet, toutes les royalties de l'album sont cédées à perpétuité à cette dernière.
À noter sur l'album, la présence de Leon Russell au piano, qui a participé à l'album The Concert for Bangladesh, de Pete Ham du groupe Badfinger à la guitare acoustique ainsi que le fidèle Ringo Starr à la batterie. 

## Liste des chansons

### Version originale (1973)
Toutes les chansons sont écrites et composées par George Harrison.
| 1. | Give Me Love (Give Me Peace on Earth) | 3:38 |
| 2. | Sue Me, Sue You Blues                 | 4:48 |
| 3. | The Light That Had Lighted the World  | 3:31 |
| 4. | Don't Let Me Wait Too Long            | 2:57 |
| 5. | Who Can See It                        | 3:52 |
| 6. | Living in the Material World          | 5:31 |

| 1. | The Lord Loves the One (That Loves the Lord) | 4:34 |
| 2. | Be Here Now                                  | 4:09 |
| 3. | Try Some, Buy Some                           | 4:08 |
| 4. | The Day the World Gets 'Round                | 2:53 |
| 5. | That Is All                                  | 3:51 |

- Durée totale de l'album : 44 minutes 24 secondes

### Version remasterisée (2014)
Toutes les chansons sont écrites et composées par George Harrison.
| No  | Titre                                        | Durée |
| --- | -------------------------------------------- | ----- |
| 1.  | Give Me Love (Give Me Peace on Earth)        | 3:38  |
| 2.  | Sue Me, Sue You Blues                        | 4:48  |
| 3.  | The Light That Had Lighted the World         | 3:31  |
| 4.  | Don't Let Me Wait Too Long                   | 2:57  |
| 5.  | Who Can See It                               | 3:52  |
| 6.  | Living in the Material World                 | 5:31  |
| 7.  | The Lord Loves the One (That Loves the Lord) | 4:34  |
| 8.  | Be Here Now                                  | 4:09  |
| 9.  | Try Some Buy Some                            | 4:08  |
| 10. | The Day the World Gets 'Round                | 2:53  |
| 11. | That Is All                                  | 3:51  |
| 12. | Deep Blue *                                  | 3:47  |
| 13. | Miss O'Dell *                                | 2:33  |
| 14. | Bangla Desh*                                 |       |

- Durée totale de l'album : 50 minutes 44 secondes
- (*) Piste bonus lors de la remasterisation de l'album en 2014

## Fiche de production

### Musiciens
- George Harrison : chant, guitare acoustique, guitare électrique, dobro, sitar, chœurs
- Pete Ham : guitare acoustique
- Klaus Voormann : basse, contrebasse, saxophone ténor
- Leon Russell : piano
- Nicky Hopkins : piano, piano électrique
- Gary Wright : orgue, harmonium, clavecin, piano électrique
- Jim Keltner : batterie, percussions
- Ringo Starr : batterie, percussions
- Jim Gordon : batterie
- Jim Horn : saxophone, flûtes
- Zakir Hussein : tabla
- John Barham : arrangements des chœurs et des cordes

### Production
- Production : George Harrison
- Phil Spector sur Try some buy some
- Enregistrement et ingénieur du son : Phil McDonald

## Réception
Sorti le 30 mai 1973, l'album se classe numéro un aux États-Unis du 23 juin 1973 au 21 juillet 1973, supplantant au passage Red Rose Speedway d'un certain… Paul McCartney.
Dernier succès commercial de George Harrison, il faudra attendre 14 ans et Cloud Nine pour le revoir au sommets des charts.

## Classements hebdomadaires
| Classement (1973)              | Meilleure place |
| ------------------------------ | --------------- |
| Allemagne (Media Control AG)   | 20              |
| Australie (Kent Music Report)  | 2               |
| Canada (Canadian Albums Chart) | 1               |
| États-Unis (Billboard 200)     | 1               |
| Norvège (VG-lista)             | 4               |
| Pays-Bas (Mega Album Top 100)  | 5               |
| Royaume-Uni (UK Albums Chart)  | 2               |

## Certifications
| Pays              | Certification | Unités certifiées |
| ----------------- | ------------- | ----------------- |
| États-Unis (RIAA) | Or            | 500 000           |

## Reprises
- That is All par Harry Nilsson (Nilsson sings Beatles)
- Give me Love par Jeff Lynne en 2002 (Concert for George)
- Try Some Buy Some par David Bowie en 2003 (Reality)